# Orchestre symphonique de Bâle
L'Orchestre symphonique de Bâle (Sinfonieorchester Basel en allemand) est un orchestre symphonique créé à Bâle (Suisse) en 1876.

## Histoire
Fondé en 1876, l'Orchestre symphonique de Bâle est créé la même année que la salle de concert du Casino de Bâle (Stadtcasino Basel). 
L'orchestre prend le statut de société en 1921 (Basler Orchester Gesellschaft, BOG). En 1997, l'Orchestre radio-symphonique de Bâle, créé en 1938 sous le nom de Schweizer Radioorchester fusionne avec l'Orchestre symphonique de Bâle, et prend en charge la production artistique de concerts symphoniques, d'opéra et d'émissions radio. 
Au cours de son histoire, l'orchestre de Bâle crée un certain nombre d’œuvres ayant marqué le XXe siècle, de compositeurs tels que Béla Bartók, Arthur Honegger et Bohuslav Martinů. En 2012, la gouvernance de l'Orchestre connaît un changement historique, en se séparant de son coorganisateur AMG (Allgemeine Musikgesellschaft Basel en allemand) et propose depuis lors un système d'abonnement pour ses représentations. 
Depuis 2009, l'Orchestre symphonique de Bâle est dirigé par Dennis Russell Davies. Son mandat prend fin en septembre 2016, date à laquelle Ivor Bolton lui succède pour une durée initiale de 4 ans, avant d'être renouvelé au poste en 2018, jusqu'en 2024-2025.
En 2023, Markus Poschner est nommé nouveau directeur musical de la formation, à compter de la saison 2025-2026.

## Directeurs musicaux
Comme directeurs musicaux de l'orchestre se sont succédé :
- Ernst Reiter (1839-46) ;
- August Walter (1846-96) ;
- Alfred Volkland (1896-1902) ;
- Hermann Suter (1902-1926) ;
- Felix Weingartner (1927-1935) ;
- Hans Münch (1935-1947) ;
- Walter Müller von Kulm (1947-) ;
- Leopold Ludwig (conseiller musical, 1969-1970) ;
- Moshe Atzmon (1972-1977) ;
- Horst Stein (1987-1994) ;
- Walter Weller (1994-1996) ;
- Julia Jones et Mario Venzago (1996-2003) ;
- Marko Letonja (2003-2006) ;
- Dennis Russell Davies (2009-2016) ;
- Ivor Bolton (depuis 2016).

## Créations
L'Orchestre est le créateur d'œuvres de Conrad Beck (Nachklänge, 1986), Georges Bizet (Symphonie en ut majeur, 1935), Ivan Fedele (Concerto pour alto, 1995), Heinz Holliger (Elis-Drei Nachtstücke, 1973 ; Turm-Musik, 1985 ; Zwei Liszt-Transkriptionen, 1987), Hans Huber (Symphonies no 1, 1881 ; no 3 « Heroische », 1917 ; no 4 « Akademische », 1909 ;  no 5 « Romantische », 1906 ; no 6, 1911 ; no 7 « Swiss », 1917 ; no 8, 1921), Rudolf Kelterborn (Lux et tenebrae, 1989), Norbert Moret (Hymnes de silence, 1978 ; Two Love Poems, 1984 ; Symphonie no 1 « Symphonies pour une fête académique », 1990), Krzysztof Penderecki (Concerto pour violon, 1977), Robert Suter (de) (Der abwesende Gott, 1988), Heinrich Sutermeister (Missa da Requiem, première exécution publique, 1954), et Hans Vogt (en) (Aprèslude, 1991), notamment.

## Récompenses
L'enregistrement de l'œuvre A different Schumann Vol. 1-3 a été récompensé en mai 2004 du prix du Diapason d'Or. L'année suivante, l'orchestre reçoit à nouveau le Diapason d'Or pour sa performance lors de l'enregistrement de Felix Weingartner: Symphonic works I. En 2015, l'Orchestre a reçu le prix "Supersonic" décerné par le magazine Pizzicato, et a été nommé lors des ICMA Music Awards de la même année.

## Discographie
- Millistrade, Musikalisches Singspiel von Marius Felix Lange und Linard Bardill
- Of Madness and Love, d'Hector Berlioz, inspiré de William Shakespeare
- Franz Schubert : Symphonies No. 2 & 6
- Igor Stravinsky : Le Sacre du printemps
- Philip Glass : Symphonie No. 4 "Heroes" à partir de la musique de David Bowie et Brian Eno
- Philip Glass : Symphonie No. 1, "Low"
- Arthur Honegger : Symphonies No. 2 & 4 "Deliciae Basiliensis"
- Franz Schubert : Symphonies No. 8, "Grosse C-Dur-Sinfonie"
- Arthur Honegger : Symphonies No. 3 & 1
- Franz Schubert : Symphonies No. 3 & 5
- Es ist ein Ros' entsprungen : Musique Romantique pour Noël
- Anton Bruckner : Symphonies No. 4 & 7
- Felix Weingartner : Symphonic works I
- Felix Weingartner : Symphonic works II
- Felix Weingartner : Symphonic works III
- Felix Weingartner : Symphonic works IV
- Felix Weingartner : Symphonic works V
- Felix Weingartner : Symphonic works VI
- Felix Weingartner : Symphonic works VII
- Robert Schumann : A Different Schumann Vol. 1
- Robert Schumann : A Different Schumann Vol. 2
- Robert Schumann : A Different Schumann Vol. 3
- Maurice Ravel : Works for Orchestra
- Bohuslav Martinů : Concerts pour Piano
- Luigi Nono : Travaux divers
- Iannis Xenakis : Kraanerg, livret
- Klaus Huber : Schwarzerde
- Wladimir Vogel: Travaux divers
- Frédéric Chopin : Partitions pour piano et orchestre
- Thomas Kessler : Travaux divers
- Othmar Schoeck : Penthesilea